# 波蘭地理

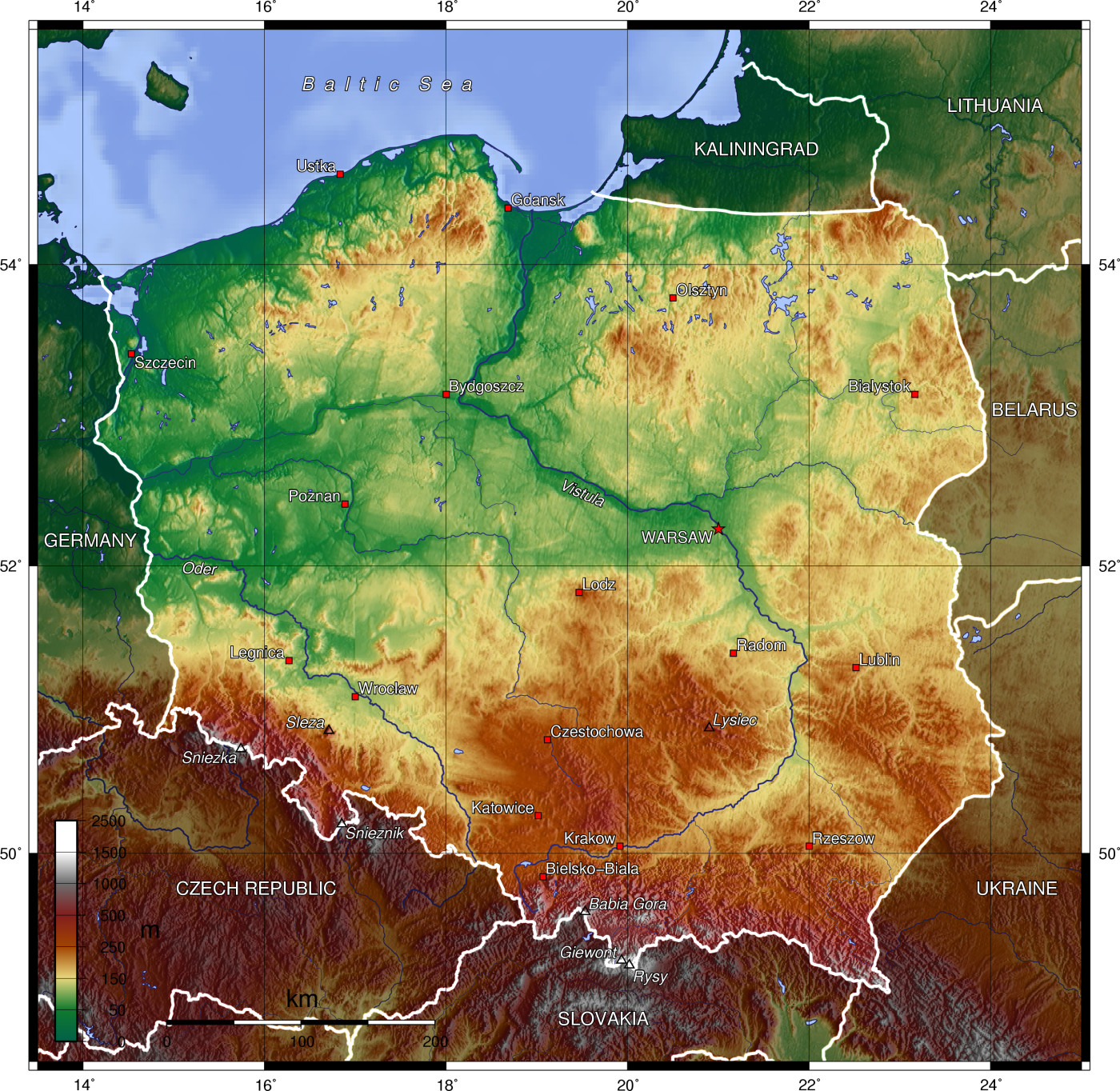
波蘭地形圖

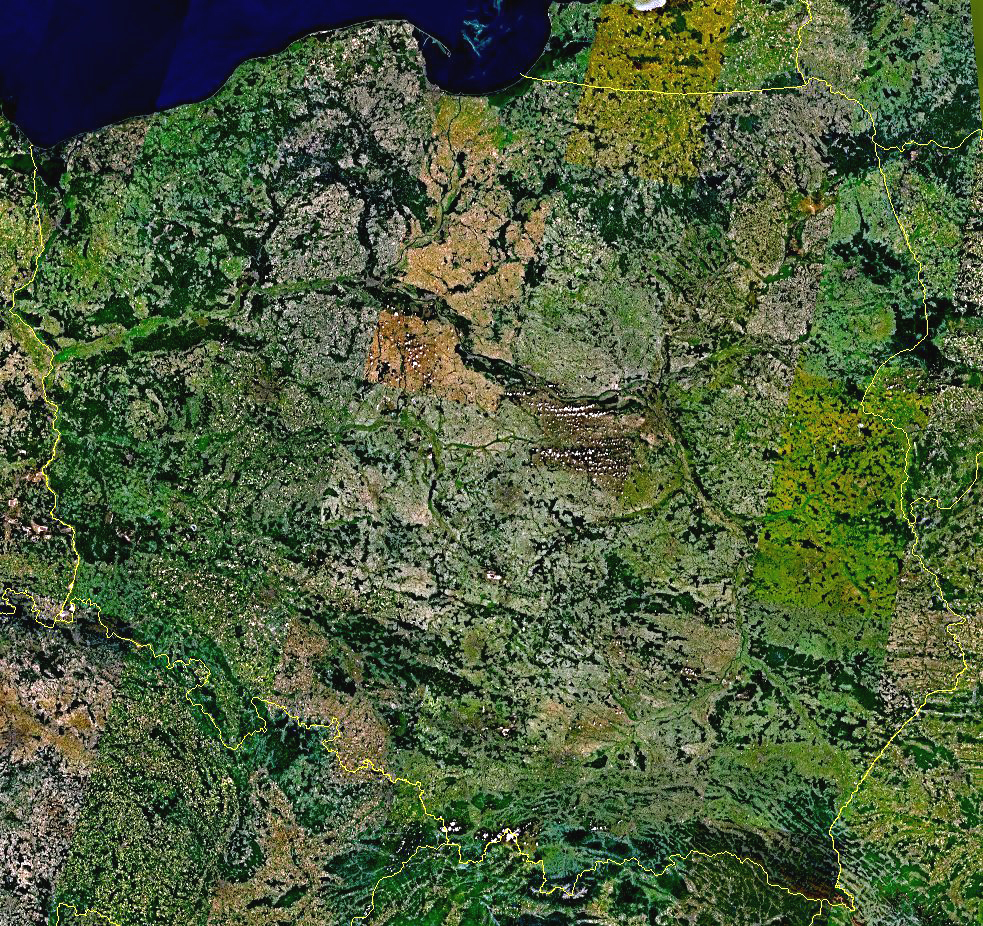
波蘭衛星圖

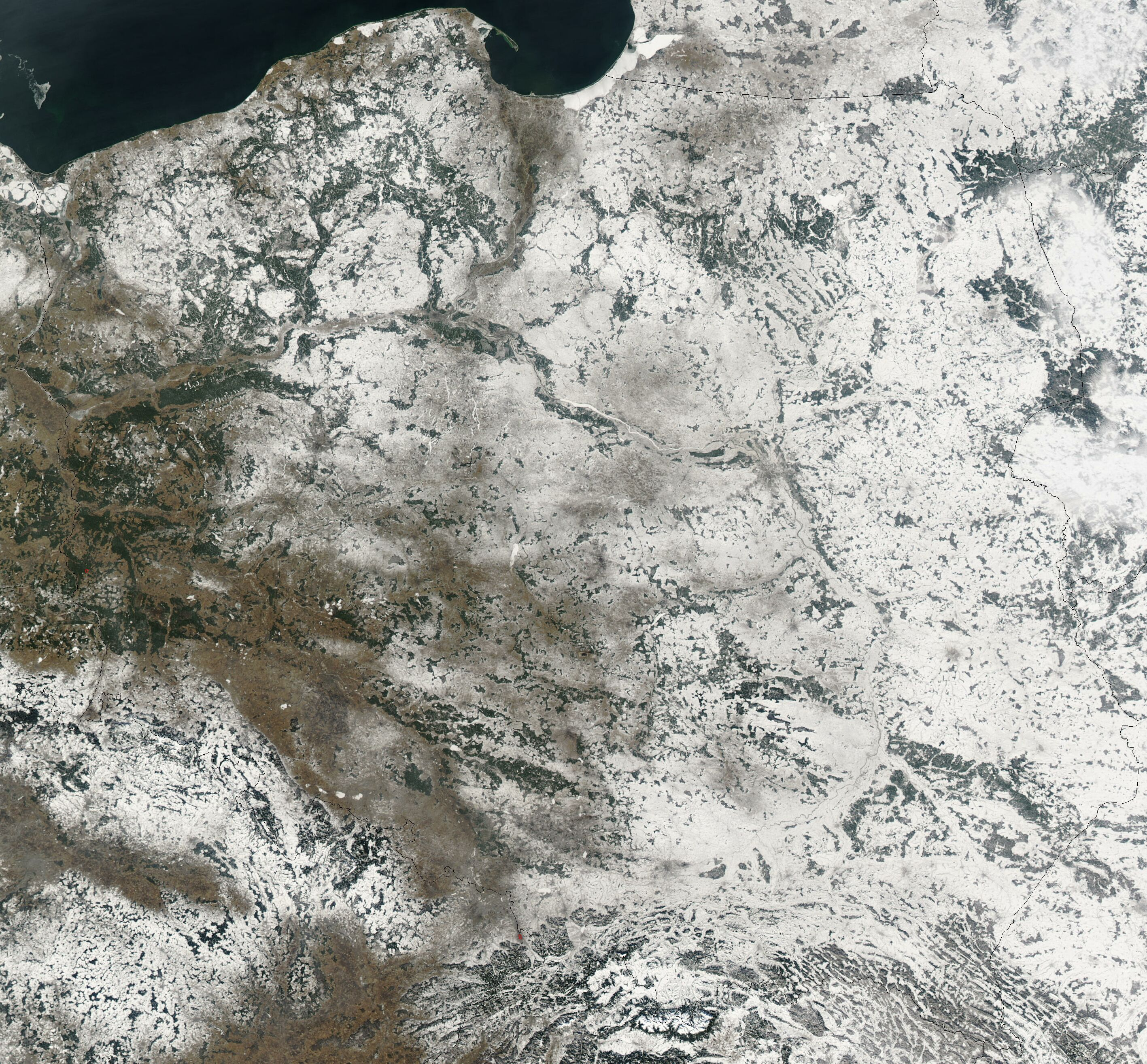
波蘭衛星圖(2003年2月)

波蘭是位於中歐的一個國家，地處德國以東。波蘭地勢平坦，國土大部都是平原。波蘭波羅的海沿岸地區除格但斯克外，缺乏天然良港。位於西北部的什切青亦是波蘭重要的港口。波蘭東北部的湖區林木茂密，人口較少。在南部，喀爾巴阡山脈構成了波蘭同捷克、斯洛伐克和烏克蘭的國界。

## 地形
波蘭國土的平均標高僅有173米。最高峰是位於波蘭同斯洛伐克邊境上塔特拉山脈中的雷瑟峰，標高2,499米。格但斯克灣沿岸約60平方公里的陸地在海平面以下。

## 水系
波蘭最大的兩條河流是維斯瓦河和奧得河。維斯瓦河的流域面積占去波蘭一半的國土。

## 氣候
波蘭全國的年均降水量大約在600毫米左右。但一些山區中的觀測站測得的年降水量可達1300毫米。總的來說，南部的山區地帶降水量較北部平原為高。

## 數據統計資料
面積比較：
略小於新墨西哥州
陸地邊界：
總計： 2,888 km
接壤鄰國：
白俄羅斯416 km，捷克790 km，德國467 km，
立陶宛103 km，俄羅斯（加里寧格勒州）210 km，斯洛伐克541 km，烏克蘭528 km
海岸線：
770 km
最低點：
Raczki Elblaskie -1,8 m
最高點：
雷瑟峰 2,499 m

## 資源和土地利用
自然資源：
煤、硫磺、銅、天然氣、鐵、鋅、鉛、鹽、耕地

## 外部連結
- 在線波蘭地圖